# The RIP (фільм)
«The RIP» — майбутній американський бойовик-трилер сценариста та режисера Джо Карнагана. У фільмі знялися Метт Деймон, Бен Аффлек, Стівен Юн, Тейана Тейлор, Саша Калле, Нестор Карбонелл, Каталіна Сандіно Морено, Кайл Чандлер, Скотт Адкінс та Ліна Еско.

## Синопсис
Група поліцейських із Маямі виявляє схованку з мільйонами готівки, що призводить до недовіри, коли сторонні дізнаються про величезну конфіскацію, змушуючи їх замислитися над тим, на кого можна покладатися.

## Акторський склад
| Актор                   | Роль                  |
| ----------------------- | --------------------- |
| Метт Деймон             | лейтенант Дейн Дюмарс |
| Бен Аффлек              | детектив Дж. Д. Бірн  |
| Стівен Йон              |                       |
| Теяна Тейлор            |                       |
| Саша Калле              |                       |
| Нестор Карбонелл        |                       |
| Каталіна Сандіно Морено |                       |
| Кайл Чендлер            |                       |
| Скотт Едкінс            |                       |
| Ліна Еско               | капітан Джекі Велез   |

## Виробництво
У червні 2024 року вперше з'явилися повідомлення про те, що Метт Деймон та Бен Аффлек зіграють головні ролі у фільмі «The RIP», сценаристом та режисером якого виступить Джо Карнаган. Деймон та Аффлек також продюсують фільм у компанії Artists Equity. Після того, як для проєкту було знайдено покупця, Netflix придбав права на дистрибуцію фільму. У жовтні 2024 року до акторського складу приєдналися Теяйана Тейлор, Саша Калле, Нестор Карбонелл, Каталіна Сандіно Морено та Кайл Чандлер. У листопаді 2024 року до акторського складу приєдналися Скотт Адкінс та Ліна Еско.
Основні зйомки розпочалися 3 жовтня 2024 року в Лос-Анджелесі та мали завершитися 11 грудня. Додаткові сцени також знімали в Нью-Джерсі в листопаді 2024-го.

## Реліз
Вихід фільму заплановано на 16 січня 2026 року на Netflix.